# 2010-es MTV Video Music Awards
A 2010-es MTV Video Music Awards-ot szeptember 12-én rendezték meg a Los Angeles-i Nokia Theatre-ben. Az est házigazdája Chelsea Handler volt.
Az MTV 2010. augusztus 3-án tette közzé a jelöltek listáját. Lady Gaga 13 jelölést kapott (összesen 18, beleszámítva közös jelölését Beyoncé-val a Video Phone-ért), ezzel ő lett minden idők legtöbbet jelölt előadója a VMA történetében, valamint ő az első női előadó akinek 2 klipjét is (Bad Romance és a Telephone) jelölték az Év Videója címért. Eminem 8, Beyoncé és B.o.B. 5, a Thirty Seconds to Mars és a Florence and the Machine 4 jelölést kapott.

## Jelölések
A nyertesek neve félkövér.

### Az év videója
Lady Gaga — Bad Romance
- Thirty Seconds to Mars — Kings and Queens
- B.o.B (közreműködik Hayley Williams) — Airplanes
- Eminem — Not Afraid
- Florence and the Machine — Dog Days Are Over
- Lady Gaga (közreműködik Beyoncé) — Telephone

### Legjobb férfi videó
Eminem — Not Afraid
- B.o.B (közreműködik Hayley Williams) — Airplanes
- Jason Derülo — In My Head
- Drake — Find Your Love
- Usher (közreműködik will.i.am) — OMG

### Legjobb női videó
Lady Gaga — Bad Romance
- Beyoncé (közreműködik Lady Gaga) — Video Phone (extended remix)
- Kesha — Tik Tok
- Katy Perry (közreműködik Snoop Dogg) — California Gurls
- Taylor Swift — Fifteen

### Legjobb új előadó
Justin Bieber (közreműködik Ludacris) — Baby
- Broken Bells — The Ghost Inside
- Jason Derülo — In My Head
- Kesha — Tik Tok
- Nicki Minaj (közreműködik Sean Garrett) — Massive Attack

### Legjobb pop videó
Lady Gaga — Bad Romance
- Beyoncé (közreműködik Lady Gaga) — Video Phone (extended remix)
- B.o.B (közreműködik Bruno Mars) — Nothin' on You
- Kesha — Tik Tok
- Katy Perry (közreműködik Snoop Dogg) — California Gurls

### Legjobb rock videó
Thirty Seconds to Mars — Kings and Queens
- Florence and the Machine — Dog Days Are Over
- MGMT — Flash Delirium
- Muse — Uprising
- Paramore — Ignorance

### Legjobb hiphopvideó
Eminem — Not Afraid
- B.o.B (közreműködik Hayley Williams) — Airplanes
- Drake (közreműködik Kanye West, Lil Wayne és Eminem) — Forever
- Jay-Z (közreműködik Swizz Beatz) — On to the Next One
- Kid Cudi (közreműködik MGMT és Ratatat) — Pursuit of Happiness

### Legjobb dance videó
Lady Gaga — Bad Romance
- Cascada — Evacuate the Dancefloor
- David Guetta (közreműködik Akon) — Sexy Bitch
- Enrique Iglesias (közreműködik Pitbull) — I Like It
- Usher (közreműködik will.i.am) — OMG

### Legjobb közreműködés
Lady Gaga (közreműködik Beyoncé) — Telephone
- 3OH!3 (közreműködik Ke$ha) — My First Kiss
- Beyoncé (közreműködik Lady Gaga) — Video Phone (extended remix)
- B.o.B (közreműködik Hayley Williams) — Airplanes
- Jay-Z és Alicia Keys — Empire State of Mind

### Legnagyobb áttörés
The Black Keys — Tighten Up
- Dan Black — Symphonies
- Coldplay — Strawberry Swing
- Gorillaz (közreműködik Bobby Womack és Mos Def) — Stylo

### Legjobb rendezés
Lady Gaga — Bad Romance (rendező: Francis Lawrence)
- Thirty Seconds to Mars — Kings and Queens (rendező: Jared Leto)
- Eminem — Not Afraid (rendező: Rich Lee)
- Jay-Z and Alicia Keys — Empire State of Mind (rendező: Hype Williams)
- Pink — Funhouse (rendező: Dave Meyers)

### Legjobb koreográfia
Lady Gaga — Bad Romance (koreográfus: Laurie Ann Gibson)
- Beyoncé (közreműködik Lady Gaga) — Video Phone (extended remix) (koreográfusok: Frank Gatson Jr., Phlex és Bryan Tanaka)
- Lady Gaga (közreműködik Beyoncé) — Telephone (koreográfus: Laurie Ann Gibson)
- Janelle Monáe (közreműködik Big Boi) — Tightrope (koreográfusok: Janelle Monáe és a Memphis Jookin Community)
- Usher (közreműködik will.i.am) — OMG (koreográfus: Aakomon “AJ” Jones)

### Legjobb speciális effektek
Muse — Uprising (speciális effektek: Sam Stevens)
- Dan Black — Symphonies (speciális effektek: Corinne Bance and Axel D’Harcourt)
- Eminem — Not Afraid (speciális effektek: Animaholics-VFX)
- Green Day — 21st Century Breakdown (speciális effektek: Laundry)
- Lady Gaga — Bad Romance (speciális effektek: Skulley Effects VFX)

### Legjobb művészi rendezés
- Florence and the Machine — Dog Days Are Over (rendezők: Louise Corcoran és Aldene Johnson)
- Thirty Seconds to Mars — Kings and Queens (rendező: Marc Benacerraf)
- Beyoncé (közreműködik Lady Gaga) — Video Phone (extended remix) (rendező: Lenny Tso)
- Eminem — Not Afraid (rendező: Ethan Tobman)
- Lady Gaga — Bad Romance (rendező: Charles Infante)

### Legjobb vágás
Lady Gaga — Bad Romance (vágó: Jarrett Fijal)
- Eminem — Not Afraid (vágó: Ken Mowe)
- Miike Snow — Animal (vágó: Frank Macias)
- Pink — Funhouse (vágó: Chris Davis)
- Rihanna — Rude Boy (vágó: Clark Eddy)

### Legjobb operatőr
Jay-Z és Alicia Keys — Empire State of Mind (operatőr: John Perez)
- Eminem — Not Afraid (operatőr: Chris Probst)
- Florence and the Machine — Dog Days Are Over (operatőr: Adam Frisch)
- Lady Gaga — Bad Romance (operatőr: Thomas Kloss)
- Mumford & Sons — Little Lion Man (operatőr: Ben Magahy)

### Legjobb latin művész
- Aventura
- Camila
- Daddy Yankee
- Pitbull
- Shakira
- Wisin & Yandel

## Fellépők

### A díjátadó előtt
- Nicki Minaj (közreműködött will.i.am) — "Your Love" (intró) / "Check It Out"

### A díjátadó alatt
- Eminem (közreműködött Rihanna) — "Not Afraid" / "Love the Way You Lie"
- Justin Bieber — "U Smile" (intró) / "Baby" / "Somebody to Love"
- Usher — "DJ Got Us Fallin' in Love" / "OMG"
- Florence and the Machine — "Dog Days Are Over"
- Taylor Swift — "Forgiveness"
- Drake (közreműködött Mary J. Blige és Swizz Beatz) — "Fancy"
- B.o.B (közreműködött Bruno Mars és Hayley Williams) — "Nothin' on You" (intro) / "Airplanes"
- Paramore — "The Only Exception"
- Linkin Park — "The Catalyst"
- Kanye West — "Runaway"

Az est hangulatáról deadmau5 gondoskodott. A következő fellépők csatlakoztak hozzá:
- Travie McCoy — "Billionaire"
- Jason Derülo — "Ridin' Solo"
- Robyn — "Dancing on My Own"

## Résztvevők
- Rick Ross
- Lindsay Lohan — megjelent a nyitó videóban
- Ellen DeGeneres — kihirdette a Legjobb női videót
- Kim Kardashian — felkonferálta Justin Bieber-t
- A Jackass 3D szereplői — kihirdették a Legjobb rock videót
- Kesha és Trey Songz — felkonferálták Usher-t
- Katy Perry és Nicki Minaj — kihirdették a Legjobb férfi videót
- Ashley Greene és Jared Leto — felkonferálták a Florence and the Machine-t
- A Glee szereplői — kihirdették a Legjobb pop videót
- Rosario Dawson és Chris Pine — felkonferálták Taylor Swift-et
- Jesse Eisenberg, Andrew Garfield és Justin Timberlake — felkonferálták Drake-et, Mary J. Blige-ot és Swizz Beatz-et
- Joe Manganiello és Evan Rachel Wood — kihirdették a professzionális díjakat
- A Jersey Shore szereplői
- Sofía Vergara — kihirdette a Legjobb hiphopvideót
- Selena Gomez és Ne-Yo — felkonferálták B.o.B-ot, Bruno Mars-t és a Paramore-t
- Romeo és Victoria Justice — kihirdették a Legjobb új előadót
- Emma Stone és Penn Badgley — felkonferálták a Linkin Park-ot
- Cher — kihirdette az Év videóját
- Aziz Ansari — felkonferálta Kanye West-et

## Fordítás
- Ez a szócikk részben vagy egészben  a(z)   2010 MTV Video Music Awards című angol Wikipédia-szócikk fordításán alapul.  Az eredeti cikk szerkesztőit annak laptörténete sorolja fel. Ez a jelzés csupán a megfogalmazás eredetét és a szerzői jogokat jelzi, nem szolgál a cikkben szereplő információk forrásmegjelöléseként.